# Gracupica contra
Gracupica contra е вид птица от семейство Скорецови (Sturnidae).

## Разпространение
Видът е разпространен в Бангладеш, Бутан, Индия, Индонезия, Камбоджа, Китай, Лаос, Мианмар, Непал, Пакистан и Тайланд.